# 索西爾 (密西西比州)
索西爾（英語：Saucier）是位於美國密西西比州哈里森縣的普查規定居民點。

## 歷史
索西爾的郵局自1893年營運至今。

## 人口
根據2020年美國人口普查的數據，索西爾的面積為18.26平方千米，當中陸地面積為17.98平方千米，而水域面積為0.28平方千米。當地共有人口1077人，而人口密度為每平方千米59人。